# Margarete Kupfer

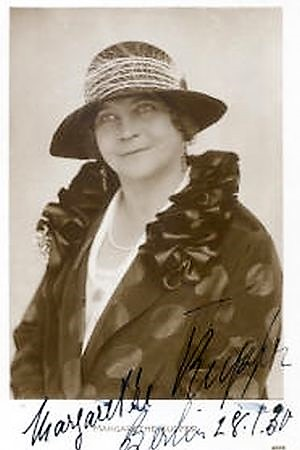
Margarete Kupfer.

Margarete Kupfer, född 10 april 1881 i Freystadt in Schlesien, Provinsen Schlesien, (nu Kożuchów, Polen), död 11 maj 1953 i Östberlin, var en tysk skådespelare. Hon filmdebuterade på 1910-talet och kom att bli en välbekant skådespelare i Weimartyska stumfilmer under 1920-talet. Vid sin sista filmroll 1951 hade hon gjort långt över 200 filmroller.

## Filmografi, urval
- 1920 – Sumurun
- 1925 – De utstötta
- 1929 – Månraketen
- 1929 – På andra sidan gatan
- 1931 – Wien dansar och ler
- 1931 – Snälla svärsöners snedsprång
- 1932 – Dollys kärleksknep
- 1932 – En natt i paradiset
- 1932 – En glimt av himlen
- 1933 – Vilda Veronika
- 1934 – Hennes största triumf
- 1934 – Polskt blod
- 1935 – Skänk mig ditt hjärta
- 1936 – Hans officiella hustru
- 1938 – Stölden i 3:e ringen